# Gellmersbach

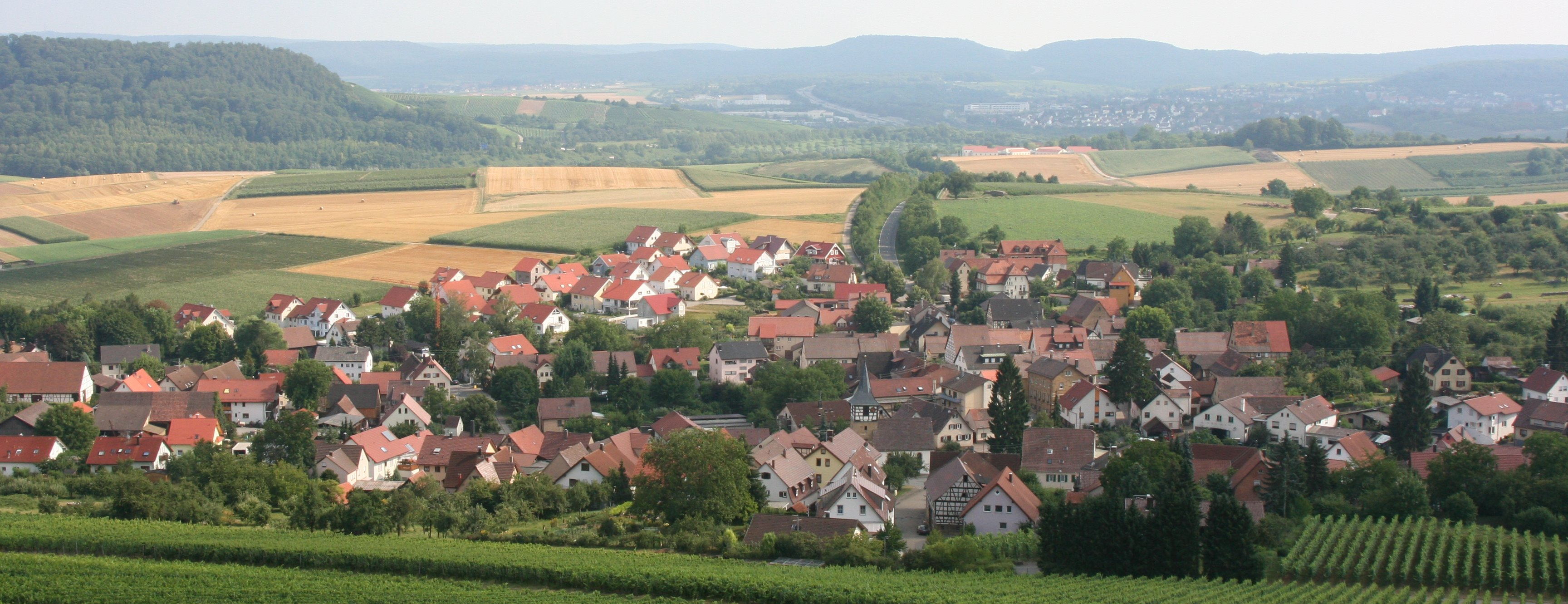
Gellmersbach von Norden

Gellmersbach ist ein Teilort der Stadt Weinsberg (Landkreis Heilbronn, Baden-Württemberg). Die ehemalige Gemeinde wurde am 1. Januar 1975 in die Stadt Weinsberg eingemeindet. Sie hat 1038 Einwohner (Stand: 30. Juni 2019) und eine Fläche von 3,36 km² und bildet eine eigene Ortschaft.

## Geographie
Gellmersbach liegt im Tal der Gellmer, eines Zuflusses des Eberbachs, der seinerseits in die Sulm fließt, und somit in einem Seitental des Weinsberger Tales. Die nächsten Orte sind in jeweils nur wenigen Kilometern Entfernung die Gemeinden Eberstadt und Erlenbach, das zu Eberstadt gehörende Lennach sowie die Stadt Weinsberg. Direkt jenseits der ehemaligen Gemarkungsgrenze zu Weinsberg liegt das Klinikum am Weissenhof.

## Geschichte

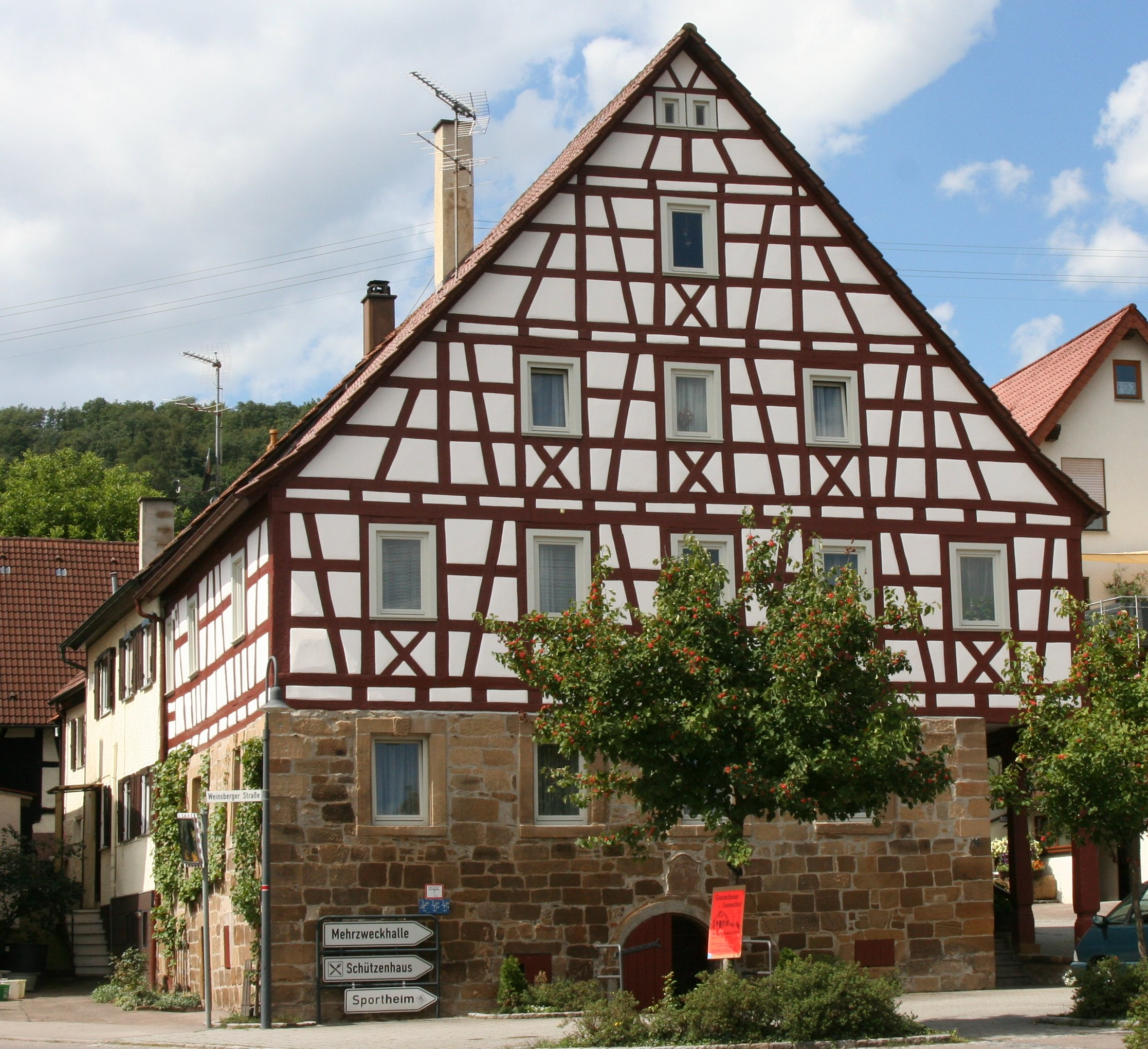
Haugsches Haus von 1780

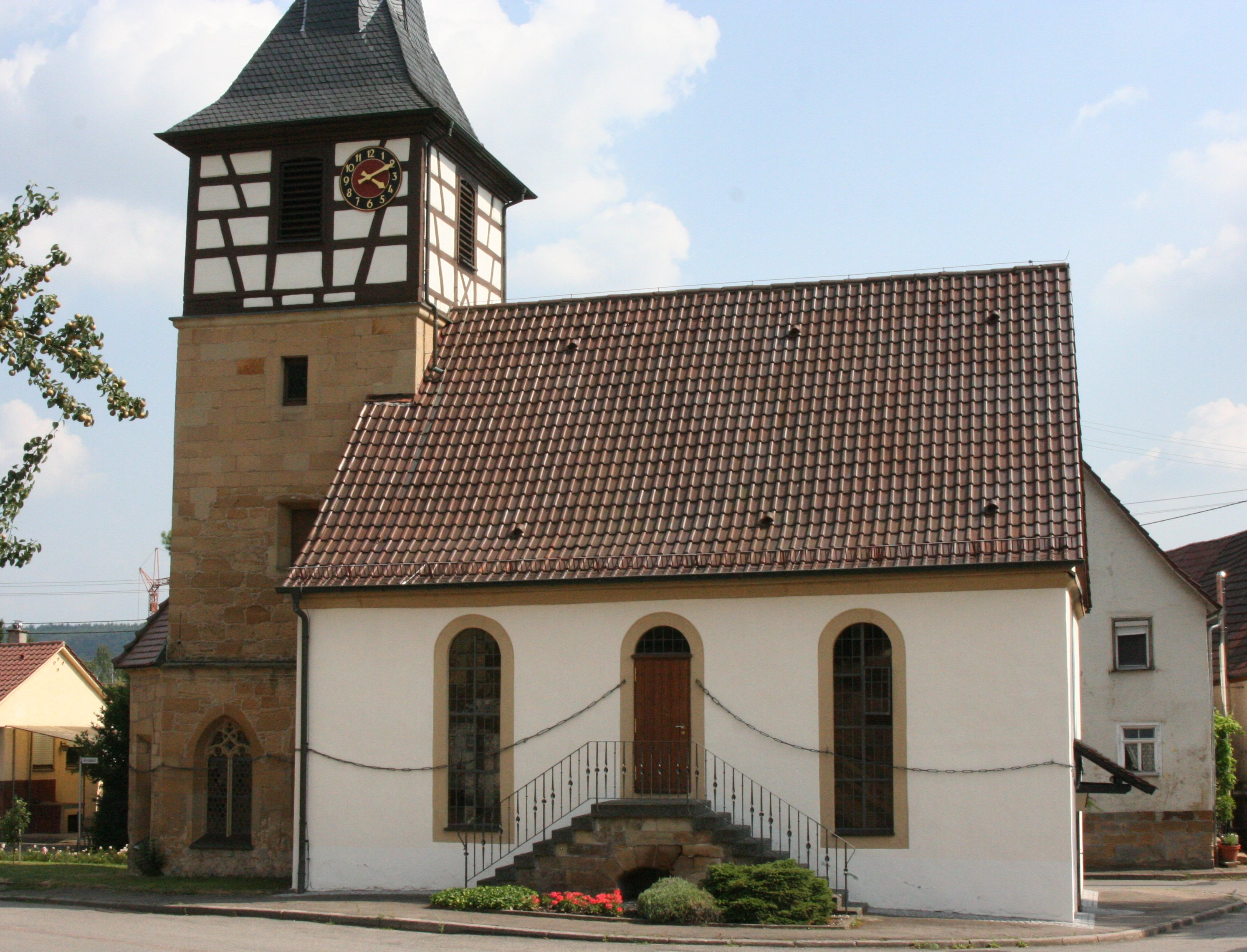
Leonhardskirche mit Kette

Die ältesten archäologischen Funde auf Gellmersbacher Gemarkung datieren aus der Bronzezeit. Erstmals urkundlich erwähnt wurde Gellmersbach in einer Urkunde von etwa 1235/36 über die Schenkung eines Weinberges an das Kloster Schöntal.
Die Urkunde wurde von den Herren von Weinsberg bestätigt, denen der Ort ursprünglich gehörte. 1335 verkauften diese die Hälfte des Ortes an Kurmainz, das die Ortshälfte 1484 an den Deutschen Orden weiterverkaufte. Im Jahre 1805 gelangte diese Hälfte, die zur Ballei Franken gehörte, mit anderen Besitzungen des Deutschen Ordens an Württemberg. Die andere Hälfte wurde von den Herren von Weinsberg 1412 an die Kurpfalz zunächst verpfändet, 1450 endgültig verkauft. Zusammen mit Weinsberg gelangte diese Ortshälfte schon 1504 an Württemberg. Im Bauernkrieg wurde Gellmersbach am 21. Mai 1525 von Truppen des Schwäbischen Bundes zerstört und durfte erst nach Monaten zu Beginn des Winters wieder aufgebaut werden.
Bei der Umsetzung der neuen Verwaltungsgliederung im Königreich Württemberg wurde Gellmersbach 1806 mit seiner altwürttembergischen Hälfte erweitert um die durch die Säkularisation hinzugewonnene Hälfte des Deutschen Ordens dem Oberamt Weinsberg zugeordnet. 1926 kam Gellmersbach nach der Auflösung des Oberamts Weinsberg zum Oberamt Heilbronn, aus dem 1938 der gleichnamige Landkreis hervorging. Da der Ort nach dem Zweiten Weltkrieg Teil der Amerikanischen Besatzungszone geworden war, gehörte er somit seit 1945 zum neu gegründeten Land Württemberg-Baden, das 1952 im jetzigen Bundesland Baden-Württemberg aufging. Nach anfänglicher Ablehnung entschied sich der Gellmersbacher Gemeinderat am 7. Dezember 1974 doch noch einstimmig für die im Rahmen der damaligen Kommunalreform stattfindende freiwillige Eingliederung in die Stadt Weinsberg, die am 1. Januar 1975 wirksam wurde.

## Religionen
Gellmersbach verfügt mit der Evangelischen Kirchengemeinde Gellmersbach über eine eigene Kirchengemeinde im Kirchenbezirk Weinsberg-Neuenstadt der Württembergischen Landeskirche. 1465 wurde in einem Lagerbuch in der Pfalz die Leonhardskirche erstmals erwähnt. Damals war Gellmersbach in der Grundherrschaft geteilt: Der Ortsteil südlich der Gellmer  gehörte zum Deutschorden, der nördliche zum Bistum Mainz, mit jeweiliger Zinspflicht. Von der Einführung der Reformation 1535 bis 1843 war Gellmersbach eine Filiale von Eberstadt, dann erst erhielt der Ort einen eigenen Pfarrer.
Für die katholischen Christen ist die Katholische Kirchengemeinde St. Josef Weinsberg zuständig.

## Politik

### Gemeinderat und Ortschaftsrat
Im Weinsberger Gemeinderat sind zwei Sitze für Vertreter Gellmersbachs reserviert. Da Weinsberg nach der Unechten Teilortswahl wählt, werden die Gellmersbacher Vertreter nicht nur von den Einwohnern Gellmersbachs, sondern von allen Weinsbergern gewählt.
Bei jeder Kommunalwahl wird von der wahlberechtigten Bevölkerung Gellmersbachs ein Ortschaftsrat mit sechs Mitgliedern gewählt, der bei wichtigen die Ortschaft betreffenden Angelegenheiten zu hören ist. Seit der Wahl 2009 sind die Freie Wählervereinigung Weinsberg 1950 (FWV) und die CDU im Ortschaftsrat Gellmersbach mit jeweils drei Mitgliedern vertreten. Andere Wahlvorschläge als FWV oder CDU gab es keine.

### Ortsvorsteher und Bürgermeister
Auf Vorschlag des Ortschaftsrats hin wählt der Weinsberger Gemeinderat für jede Ortschaft einen ehrenamtlichen Ortsvorsteher. In Gellmersbach ist dies seit 2004 (Stand: 2024) Siegfried Stegherr.
Vorgänger Stegherrs bis 1989 war Ludwig Bauer (* 16. November 1919; † 6. Juni 2006), der von 1946 bis 1974 Bürgermeister und von 1975 bis 1989 Ortsvorsteher Gellmersbachs war. Am 11. Dezember 1974 wurde er von der Gemeinde Gellmersbach zum Ehrenbürger ernannt. Nachfolger Bauers als Ortsvorsteher von 1989 bis 2004 war Kurt Diedel.

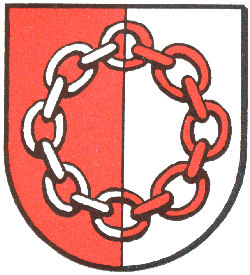
Das Wappen Gellmersbachs

### Wappen und Flagge
Das Gellmersbacher Wappen zeigt: In von Rot und Silber gespaltenem Schild eine sechzehngliedrige Kette in verwechselten Farben. Die Flaggenfarben Gellmersbachs sind Weiß-Rot.
Noch bis 1956 zeigte das Gemeindesiegel die Darstellung der Ortskirche. Die Archivdirektion erhob schon 1939 den Einwand, dies sei keine echte Wappenfigur, und schlug der Gemeinde ein Wappen vor, das als Hinweis auf die Kette um die Gellmersbacher Leonhardskirche in Gold eine schräglinks gelegte schwarze Eisenkette und darüber und darunter je ein schwarzes Hufeisen zeigen sollte. Erst 1956 aber nahm die Gemeinde auf erneuten Einwand der Archivdirektion das dargestellte Wappen an, das die Kette der Leonhardskirche in einem gespaltenen Schild zeigt, der an die jahrhundertelange Teilung des Ortes erinnern soll. Die rot-weißen Farben sind die der Herren von Weinsberg.

## Kultur und Sehenswürdigkeiten

### Bauwerke
Neben einigen Fachwerkhäusern des 16. bis 18. Jahrhunderts ist in Gellmersbach vor allem die evangelische Gellmersbacher Leonhardskirche von Interesse, eine Kettenkirche. Sie wurde 1544 nach der Einführung der Reformation in Gellmersbach (1535) auf den Grundmauern eines früheren Kirchenbaus aus dem 12. oder 13. Jahrhundert errichtet, der dem Bauernkrieg von 1525 zum Opfer gefallen war. Reste dieses Baus sind noch in der heutigen Kirche zu sehen. Die Kirche wurde 1667 und 1749 erweitert und zuletzt 1952, 1976 und 2012 renoviert.

### Vereine
Die wichtigsten Vereine Gellmersbachs sind der Sängerbund Gellmersbach sowie der Landfrauenverein Gellmersbach, der Reitverein Gellmersbach, der Schützenverein Gellmersbach und die Sportfreunde Gellmersbach.

## Wirtschaft und Infrastruktur

### Verkehr
Mit Eberstadt, Erlenbach und Weinsberg ist Gellmersbach durch Kreisstraßen verbunden. Der nächste Anschluss ans Autobahnnetz befindet sich in Weinsberg, ebenso der nächste Bahnhof (an der Bahnstrecke Crailsheim–Heilbronn, mit Anschluss an die Stadtbahn Heilbronn). Der Öffentliche Nahverkehr wird mit Bussen abgewickelt.

### Weinbau
Gellmersbach ist ein traditionsreicher Weinbauort. Die ehemalige Weingärtnergenossenschaft Gellmersbach ist 1995 in der WG Eberstadt aufgegangen; es gibt noch einige private Weingüter. Die Gellmersbacher Wein- und Sektkellerei Horst Stengel wurde 2001, 2003, 2007 und 2008 mit dem DLG-Ehrenpreis Bester Sekterzeuger ausgezeichnet. Diese höchste Auszeichnung der DLG für einen Sektproduzenten setzt voraus, dass mindestens die Hälfte aller Sekte des Erzeugers zur Prämierung angestellt wurden und Spitzenbewertungen erhielten.

### Wasserversorgung
Gellmersbach wurde seit 1927/28 von der Eberbach-Wasserversorgungsgruppe in Eberstadt mit Trinkwasser versorgt. Wegen Kapazitätsproblemen dieser Gruppe wurde der Ort am 1. Dezember 1978 von Weinsberg aus an die Bodensee-Wasserversorgung angeschlossen.

### Bildung
Gellmersbach verfügte über eine eigene staatliche Grundschule, für deren weiteren Betrieb es allerdings Stand 2009 nicht genügend Schüler aus Gellmersbach gab. Die Erstklässler wurden daher ab dem Schuljahr 2009/2010 in der Weinsberger Grundschule Rossäcker eingeschult, die Grundschule wurde 2011 geschlossen. Seit 2012 gibt es in Gellmersbach die Grundschule Lichtenstern, eine Evangelische Ganztagesgrundschule der Evangelischen Stiftung Lichtenstern für Kinder mit und ohne Behinderung, die seit Dezember 2015 eine staatlich anerkannte Ersatzschule ist. Weiterführende Schulen für die Gellmersbacher Schüler sind in Weinsberg.